# 阿尔加河畔米兰达
阿爾加河畔米兰达（西班牙語：Miranda de Arga）是西班牙纳瓦拉的一个市镇。总面积60平方公里，总人口1000人（2001年），人口密度17人/平方公里。